# Jakub Tolak
Jakub Tolak (ur. 9 marca 1982 w Warszawie) – polski aktor i współtwórca kanałów Foxes in Eden na Instagramie i YouTube. 

## Życiorys
Jego matka jest scenografem. Od siódmego roku życia uczęszczał do szkoły muzycznej do klasy fortepianu, aby potem zmienić instrument na perkusję, na której gra nadal. W szkole podstawowej należał do zespołu dziecięcego Tintilo, w którym zadebiutował w przedstawieniu Przyszła fala świat oszalał. Równocześnie zadebiutował w telewizji, początkowo jako statysta, a następnie wystąpił w sztuce Teatru TV pt. Kłopoty wdowy, czyli dlaczego nie mogłam chodzić w żałobie, wraz z Gabriela Kownacką, Wojciechem Pokorą, Pawłem Wawrzeckim. Od tego czasu brał udział w rozmaitych przedsięwzięciach filmowo-telewizyjnych, oraz kontynuował naukę w szkole muzycznej. W liceum zaczął komponować własną muzykę i śpiewać. Założył zespół muzyczny, a także zagrał w serialu Klan.
Studiował architekturę na Politechnice Warszawskiej. W filmie zadebiutował rolą we Francuskim numerze, w którym zagrał wraz z Janem Fryczem, Karoliną Gruszką, Maciejem Stuhrem i Robertem Więckiewiczem. Na ekrany wszedł także film angielski Outlanders, w którym Tolak gra główną rolę. Za tę kreację w 2008 r. otrzymał główną nagrodę na festiwalu OUFF w Ourense (Ourense Independent Film Festival).
W 2004 powstała z jego udziałem warszawska grupa artystyczna Forma działająca na pograniczu muzyki i sztuk wizualnych. Na początku czerwca 2006 miała miejsce premiera minialbumu jego zespołu Forma, w którym gra na perkusji, instrumentach klawiszowych i wykonuje partie wokalne.
Zespół w 2011 nagrał płytę Forma.
Wystąpił w II edycji programu Jak oni śpiewają.

## Życie prywatne
W związku małżeńskim z Zofią Samsel od czerwca 2021 r.

## Filmografia
Źródło: FilmPolski.pl
- 1994: Ptaszka jako Igor, kolega Łukasza
- 1995: Nic śmiesznego jako Miki, starszy brat Adama (w dzieciństwie) (w napisach imię: Kuba)
- 1996: Tajemnica Sagali jako Geirrod, starszy syn króla Jutów (odc. 6 i 7)
- 1998–2008: Klan jako Daniel Ross, syn Moniki Ross-Nawrot
- 2002: Wiedźmin jako młodzieniec w karczmie (odc. 5)
- 2004: Glina jako policjant (odc. 9)
- 2005: Bulionerzy jako „Olek Nowik” w reklamówce (odc. 33)
- 2006: Outlanders jako Adam Jasiński
- 2006: Francuski numer jako Janek Kowalczyk, syn Stefana
- 2008: Na kocią łapę jako młody tata
- 2009: 39 i pół jako tłumacz Kelly’ego Morana (odc. 24)
- 2010: Usta usta jako Grzesiek, kolega z pracy Agnieszki (odc. 5)
- 2011: Wiadomości z drugiej ręki jako gej na imprezie Tomka (odc. 11)
- 2011: Ranczo jako policjant Reinhardt Notzek (odc. 64 i 65)
- 2011: Hotel 52 jako Olek (odc. 41)
- 2011: Czas honoru jako człowiek Stocka pilnujący Rosenfarba (odc. 47)
- 2012: Lekarze jako Sewestynowicz, syn sędziego (odc. 11)
- 2013: Tajemnica Westerplatte (Obsada aktorska)
- 2013–2018: Barwy szczęścia jako Zbyszko Dobroń, kolega Władka Cieślaka
- 2014: To nie koniec świata jako „Mielonka”, pracownik telewizji (odc. 18)
- 2015: Skazane jako Robert, urzędnik w Urzędzie Pracy m. st. Warszawy (odc. 4)

## Dubbing
- 2007: Na fali – jako Kurczak Joe
- 2008: Camp Rock – jako Jason
- 2009: JONAS – jako Kevin Lucas
- 2010: Camp Rock 2: Wielki finał – jako Jason